# Пятигорцы (Лубенский район)
Пятигорцы (укр. П'ятигірці) — село, Михновский сельский совет, Лубенский район, Полтавская область, Украина.
Код КОАТУУ — 5322884904. Население по переписи 2001 года составляло 259 человек.
В Центральном государственном историческом архиве Украины в Киеве имеются документы по сёлам Губское (1723—1796) и Юсковцы (1782—1796) где упомянуты Пятигорцы.

## Географическое положение
Село Пятигорцы находится на правом берегу реки Слепород,
выше по течению примыкает село Исковцы,
ниже по течению на расстоянии в 0,5 км расположено село Михновцы.
Рядом проходит автомобильная дорога Т-1713.

## Экономика
- Молочно-товарная ферма.[источник не указан 1665 дней]